# Frank Schryver
Frank Exadle Schryver (ur. 31 października 1888 w Perth, zm. 3 lutego 1965 tamże) – australijski pływak, żabkarz, olimpijczyk. Brał udział w igrzyskach w 1912 roku, gdzie startował w wyścigach na 200 i 400 metrów stylem klasycznym.

## Wyniki olimpijskie
| Konkurencja             | Eliminacje | Eliminacje | Ćwierćfinały | Ćwierćfinały     | Półfinał        | Półfinał        | Finał           | Finał           | Klas. końcowa |
| Konkurencja             | Wynik      | Miejsce    | Wynik        | Miejsce          | Wynik           | Miejsce         | Wynik           | Miejsce         | Klas. końcowa |
| ----------------------- | ---------- | ---------- | ------------ | ---------------- | --------------- | --------------- | --------------- | --------------- | ------------- |
| 200 m stylem klasycznym |            |            | 3:24,00      | 4. w swoim biegu | → Nie awansował | → Nie awansował | → Nie awansował | → Nie awansował | 17.           |
| 400 m stylem klasycznym |            |            | 7:07,80      | 4. w swoim biegu | → Nie awansował | → Nie awansował | → Nie awansował | → Nie awansował | 10.           |

Walczył w I wojnie światowej. Został odznaczony Medalem Wybitnego Zachowania i Medalem Wojskowym.